# Gušteri
 Ovo je glavno značenje pojma Gušteri. Za druga značenja pogledajte Gušteri (razdvojba).
Gušteri (Lacertilia, Sauria) su najčešći gmazovi na svijetu.

## Pokrov i građa tijela guštera
Na prednjem dijelu tijela guštera je plosnata šiljasta glava koja je širokim vratom odijeljena od trupa. Na glavi su velike oči s pokretljivim očnim kapcima. Trup završava dugačkim repom koji gušter u opasnosti mogu otkinuti i tako pobjeći od neprijatelja. To nazivamo samoosakaćivanje. Otkinuti dio repa može djelomično obnoviti. Kreće se pomoću dva para kratkih nogu na kojima ima pet prstiju. Tijelo se ne naslanja na noge, jer se one nalaze postrance. Stoga kod kretanja trbuhom dotiču zemlju pa kažemo da gmižu. Koža guštera je suha, bez žlijezda, pokrivena rožnatim ljuskama koje sprečavaju gubitak vode iz tijela. Ovaj pokrov guštera ograničava rast pa se moraju presvlačiti.

## Kostur guštera
Kretanje gušteru omogućuje snažan kostur i dobro razvijeni mišići. Gmazovi imaju jednake dijelove kostura kao i vodozemci. Napredak uočavamo s obzirom na građu kralježnice koja je sastavljena od mnogo kralješaka (do 140). Zglobno je povezana s kostima glave. Gmazovi imaju rebra od kojih je prvih pet pari spojeno s prsnom kosti.

## Unutarnja građa guštera

### Važniji organi
- mozak
- dušnik
- pluća
- srce
- bubreg
- sjemenik
- mokraćni mjehur
- nečisnica
- debelo crijevo
- želudac
- jetra
- jednjak
- ždrijelo
- jezik
- dišni otvor

### Disanje
Zrak ulazi kroz dišne putove u grkljan, zatim u dušnik koji se grana u dvije dušnice. One dovode zrak u pluća koja imaju veću površinu od žabljih, a i bolje su prokrvljena.

### Izlučivanje
Na leđnoj strani tijela se nalazi pravi bubreg koji ima mjehur,i parni mokraćovod koji se ulijeva u nečisnicu

### Probava
Hrana (kukci, pauci, gujavice, puževi) ulazi kroz usta u probavilo. U ustima se nalaze zubi koje mogu mijenjati cijelog života. Tu je mnogo žlijezda te tanak, dugačak rašljasti jezik pomoću kojeg osjećaju miris.
U probavi također pomažu probavne žlijezde,jetra sa žučnim mjehurom i gušterača.

## Krvotok i temperatura tijela guštera
Srce gmazova je trodijelno. Građeno je od 2 pretklijetke i 1 klijetke koja je djelomično pregrađena. U klijetki se zbog toga djelomično miješaju arterijska i venska krv.
Temperatura je promijenjiva. U njene stanice dolazi mala količina kisika. Tome je uzrok relativno mala površina pluća, mali broj crvenih krvnih stanica te malo srce obzirom na veličinu tijela i njegovi spori otkucaji.

## Razmnožavanje guštera
Sezona parenja određena je temperaturom i periodom izmjene svijetla (dana i noći), te ako je omogućena pravilna klima i prehrana do parenja dolazi u proljeće.
Ženke zahtijevaju pojačanu prehranu, posebno rastu zahtjevi za kalcijem i fosforom, pa se standardna doza vitamina i minerala udvostručuje.
Postoje dvije osnovne grupe dnevnih gekona: oni s mekanom ljuskom jaja i oni s tvrdom ljuskom jaja.
Oni s mekanom ljuskom jaja svoja jaja polažu na biljku (ne preporuča se da se diraju) dok se kod onih s tvrdom ljuskom preporuča da se odnesu u inkubator.
Većina jaja inkubira se na temperaturi od 28°C s malim varijacijama u temperaturi.
Sama inkubacija traje od 38-90 dana ovisno o vrsti.